# Gymnelia peratea
Gymnelia peratea là một loài bướm đêm thuộc phân họ Arctiinae, họ Erebidae.